# Virginia Slims of Denver 1991
Il Virginia Slims of Denver 1991 è stato un torneo di tennis giocato sul sintetico indoor.
È stata la 7ª edizione del torneo, che fa parte della categoria Tier V nell'ambito del WTA Tour 1991. Si è giocato ad Aurora negli USA dall'11 al 17 febbraio 1991.

## Campionesse

### Singolare
Lori McNeil ha battuto in finale  Manon Bollegraf con il punteggio di 6–3, 6–4

### Doppio
Lise Gregory /  Gretchen Magers hanno battuto in finale  Patty Fendick /  Lori McNeil con il punteggio di 6–4, 6–4